# Neigetechnik
Neigetechnik ist eine Technik, bei der Fahrzeuge oder Teile von Fahrzeugen bei der Durchfahrung von Kurven quer zur Fahrtrichtung geneigt werden. Das reduziert die empfundene Seitenbeschleunigung bei Fahrgästen, da der Normalenvektor des Fahrzeugbodens zum Summen-Vektor aus Zentrifugalkraft und Gewichtskraft hin gedreht wird.

## Anwendungen bei Schienenfahrzeugen
Bei Schienenfahrzeugen steht Neigetechnik konkret für eine Gleisbogenabhängige Wagenkastensteuerung (Abkürzung Neitech, GSt), bei der die Wagenkästen eines Eisenbahnzuges gegenüber ihrem Fahrwerk zur Kurveninnenseite geneigt werden. Die Neigetechnik erlaubt damit ein schnelleres Durchfahren von Gleisbögen, ohne dass die im Wagenkasten auftretenden waagerechten Anteile der Zentripetalkraft einen bestimmten Toleranzwert überschreiten. Dies wird auch als „bogenschnelles Fahren“ bezeichnet. Bei nicht erhöhter Geschwindigkeit (Regelgeschwindigkeit, konventionelle Geschwindigkeit) kann das System genutzt werden, um die Kurvenfahrt, durch eine geringere auf den Fahrgast wirkende seitliche Kraft, angenehmer zu gestalten. Die Hersteller einiger Neigetechniksysteme sprechen hier von einer „Komfortneigung“. Nicht alle Fahrzeuge mit Neigetechnik besitzen diese Einstellung.

### Stellsysteme
Man unterscheidet zwischen passiver und aktiver Neigetechnik:
- Bei der passiven Neigetechnik sind die Wagenkästen oberhalb ihres Schwerpunktes an erhöhten Fortsätzen des Fahrwerksträgers aufgehängt. Dadurch schwingen sie aufgrund der Fliehkraft im unteren Bereich nach außen, im oberen nach innen. Die Schwingungen werden durch Dämpfungselemente beruhigt. Der Neigewinkel ist auf 3,5° beschränkt. Dadurch ist der Geschwindigkeitsgewinn bei Bogenfahrt auch deutlich geringer als bei aktiven Systemen. Häufig dient die passive Neigetechnik wie beim spanischen Talgozug nur der Komfortverbesserung. In der Schweiz war geplant, eine passive Neigetechnik namens Wank-Kompensation zur Fahrzeitverkürzung einzusetzen, um ITF-Knotenzeiten halten zu können.
- Bei der aktiven Neigetechnik sorgen hydraulische Stellzylinder (Hydraulikzylinder) oder ein elektrischer Stellantrieb (E-Motor mit hochuntersetztem Getriebe und Spindelantrieb, der die Rotationsbewegung des E-Motors in eine lineare Bewegung umsetzt) dafür, dass die Wagenkästen auslenken. Der Neigewinkel kann bis 8,6° betragen. Die klassische Lösung mit Hydraulik birgt die stets latente Umweltgefahr durch die typischen Leckagen der Hydraulikzylinder.
- Es gibt Mischformen der Stellsysteme z. B. in Japan, beispielsweise passive Neigesysteme, bei denen die Neigung aktiv ein- und ausgeleitet wird.

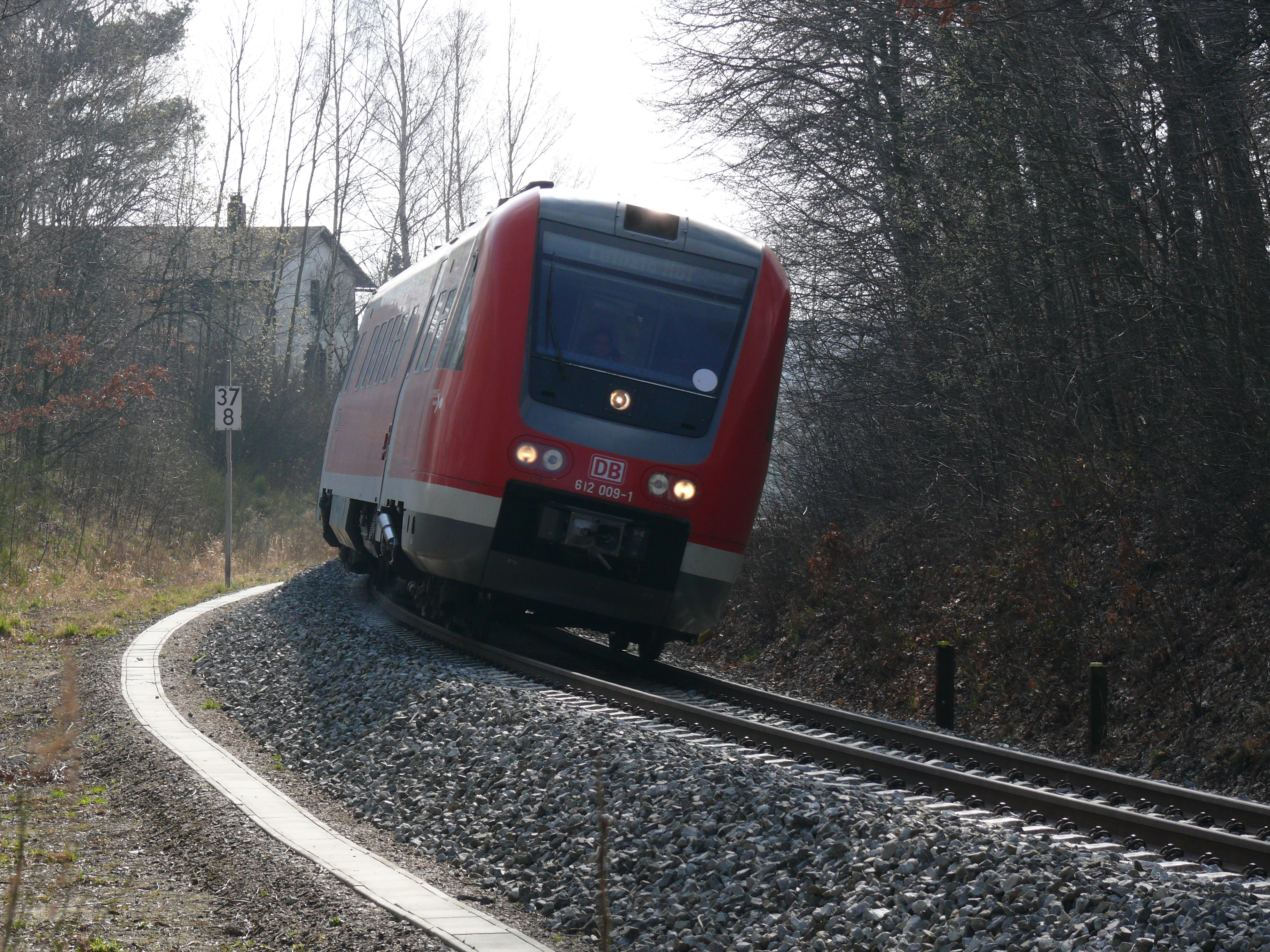
Nahverkehrstriebwagen Baureihe 612 bei einer Kurvendurchfahrt
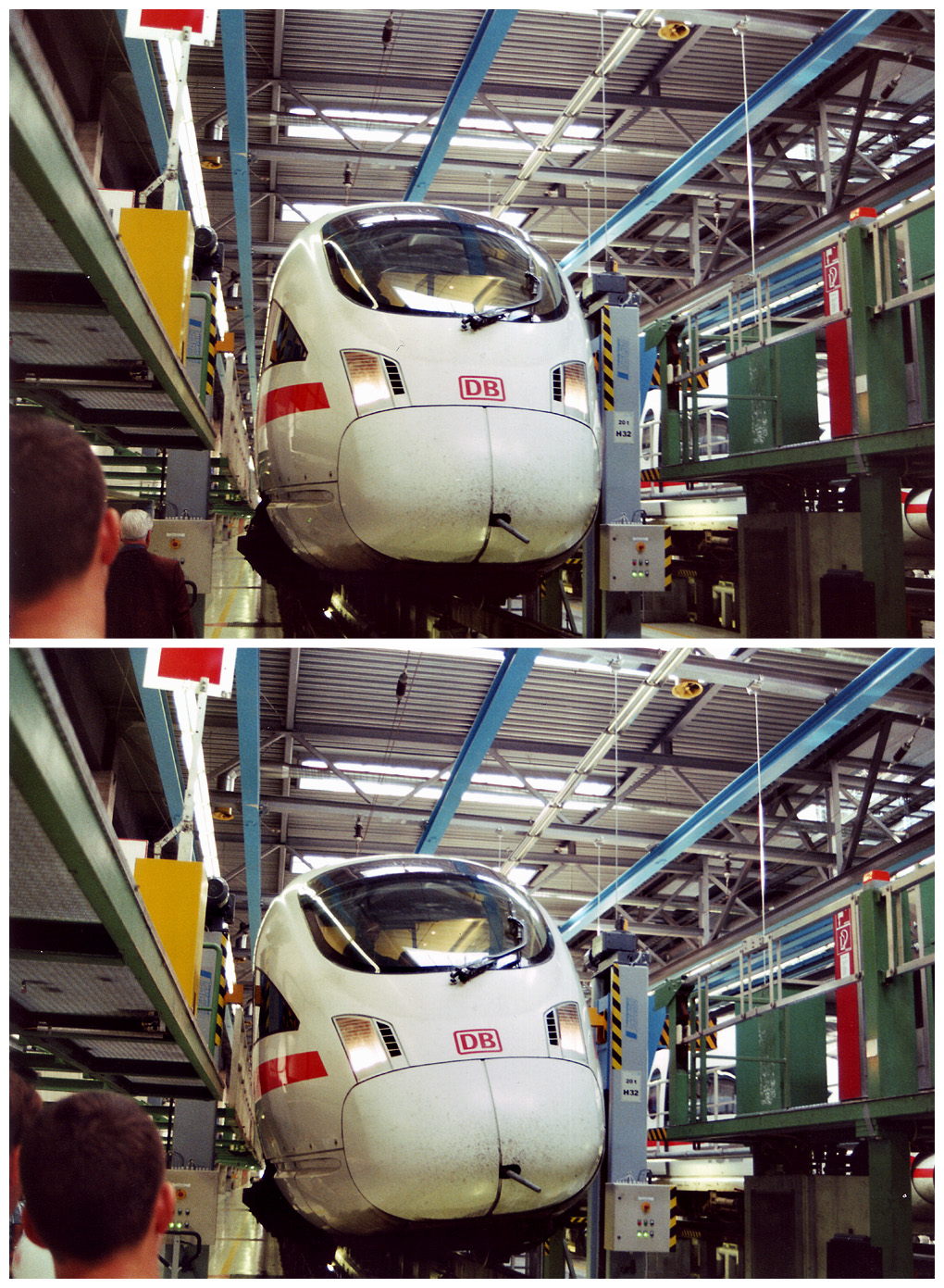
Vergleich zwischen nicht geneigtem (oben) und geneigtem (unten) Wagenkasten des ICE T (Demonstration im Stand)
- Demonstration der Neigetechnik eines SBB RABDe 500 im Stand.

### Sensorik-Konzepte
Man unterscheidet bei den aktiven Systemen zusätzlich noch zwischen verschiedenen Systemkonfigurationen der Regelung und der zugehörigen Sensorik:
- Beim inertialen System wird mindestens die Seitenbeschleunigung über inertiale Sensoren gemessen und die Neigung entsprechend eingestellt. Fast alle aktuellen Entwicklungen benutzen inertiale Systeme.
- Beim vollständigen System werden in drei Dimensionen alle sechs Freiheitsgrade (3 Beschleunigungen Bremsen, Stampfen, Pendeln und drei Winkelgeschwindigkeiten Gieren, Nicken, Neigen) über Sensoren gemessen und die Neigung entsprechend eingestellt. Diese Lösung wird nach Mess- und Fahrversuchen bisher kaum eingesetzt, da aus der Sicht der Maschinentechnik der Messaufwand für zu hoch gegenüber der erreichten Komfortverbesserung gehalten wird. Tatsächlich bedeutet der Aufwand für die Messtechnik auf der Basis moderner MEMS-Sensoren keinen preislichen Unterschied.
- Beim unvollständigen System werden in drei Dimensionen nicht alle sechs Freiheitsgrade (beispielsweise 3 Beschleunigungen und zwei Winkelgeschwindigkeiten) über Sensoren gemessen und die Neigung entsprechend eingestellt. Dieses System ist in den Messfehlern dem vollständigen System unterlegen und verursacht bei schnellem Wechsel auf Weichen ungefährliche, aber irritierende Fehlsteuerungen.
- Bei wissensbasierenden Systemen wird die zu erwartende notwendige Neigung in Abhängigkeit von der aktuellen Zugposition aus einer Datenbank entnommen. Ein ausschließlich wissensbasiertes System ist ohne Sensoren nicht robust gegen Störungen und daher kaum komforttauglich. „SIBI“ – die Neigetechnik des spanischen Herstellers CAF – verwendet vorgefertigtes Kartenmaterial in Verbindung mit GPS-Empfänger und Kilometerzählern und kann somit auf Balisen verzichten.[1] Es gibt verschiedene Anordnungen der Messeinheiten in den Fahrzeugen: Eher selten wird im Wagenkasten gemessen, wo der Komfort hergestellt werden soll, diese Lösung ist träge gegenüber den Störungen, aber komfortabel. Meist wird im Drehgestell gemessen, wo die Störungen aus dem Gleisbett eingeleitet werden, diese Lösung ist flink gegenüber den Störungen. Besonders sparsam ist das Messen nur im ersten Fahrzeug, das die Störungen in den nachfolgenden Fahrzeugen nur schätzen lässt.

### Folgen für die Raumaufteilung
Damit die Züge auch mit aktiver Neigetechnik in das Lichtraumprofil von Altbaustrecken passen, werden die Seitenwände in der Regel schräg gestellt. Der Innenraum wird dadurch im oberen Bereich schmaler als in einem starren Zug.

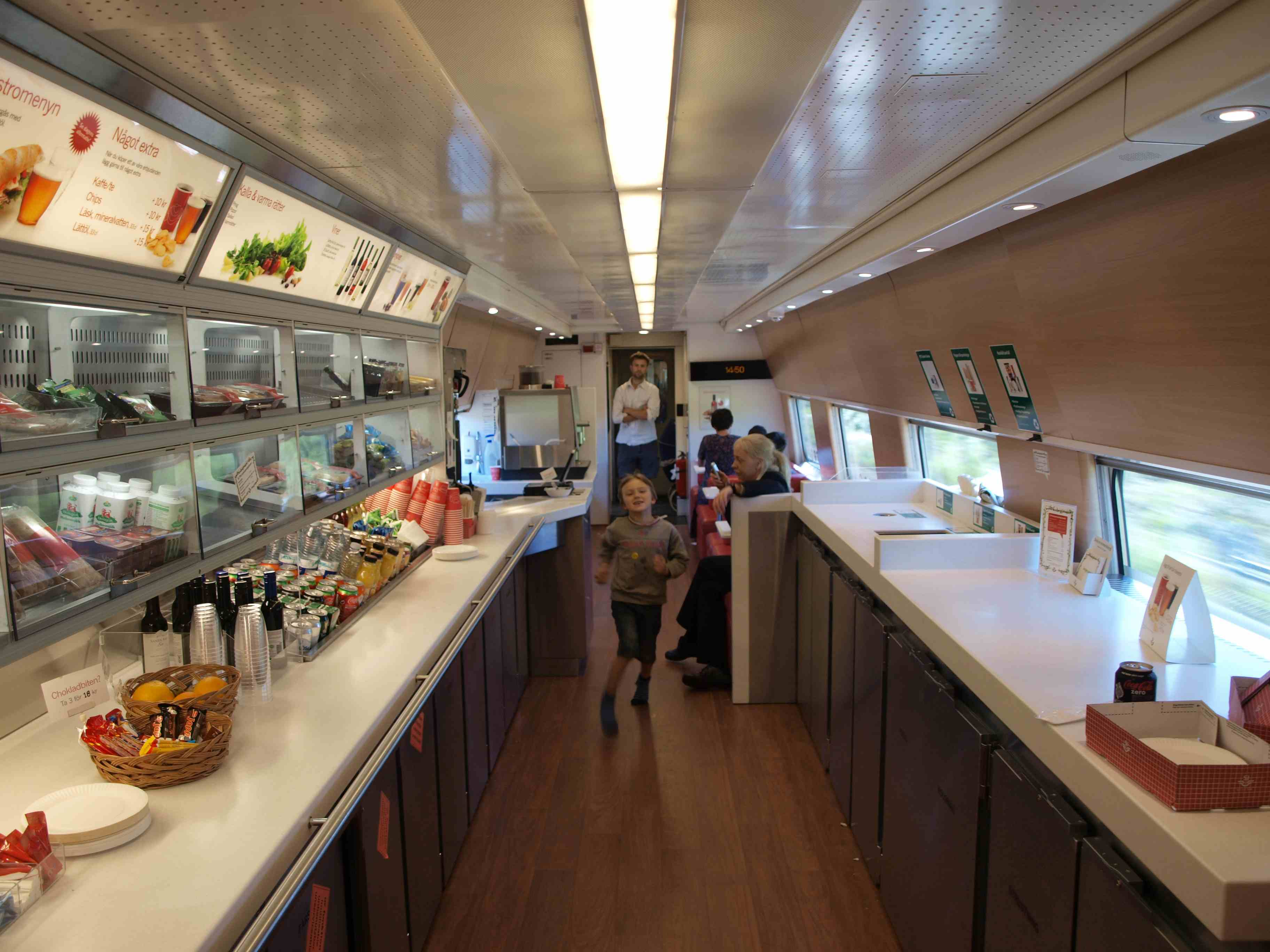
Speisewagen im X2000
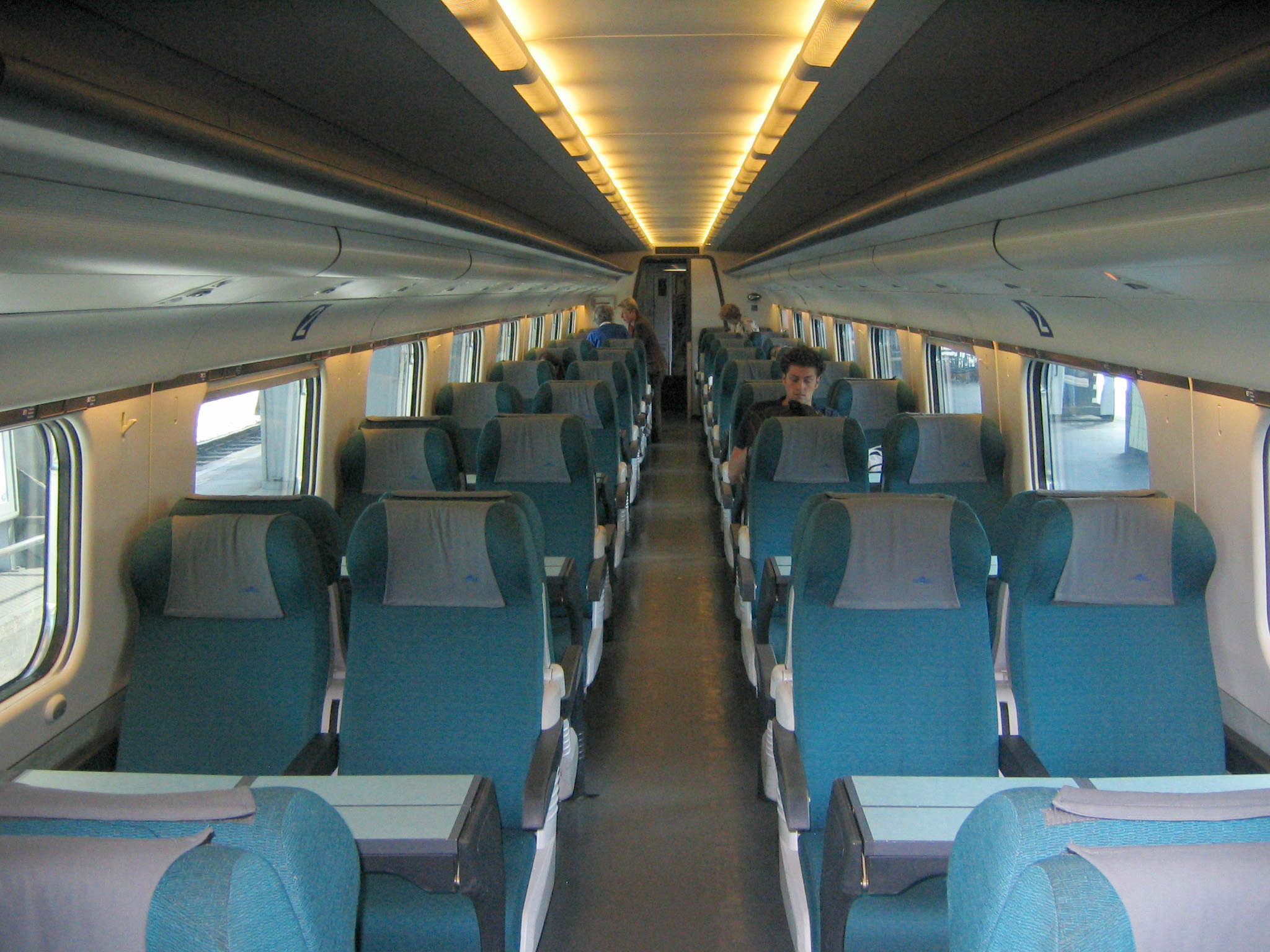
Zweite Klasse im ETR 470

Drehgestelle und Aufhängung fallen komplizierter aus als bei herkömmlichen Triebwagen. Auch sollten schwere Bauteile im geneigten Fahrzeugteil (Transformatoren oder Treibstofftanks, Dieselmotoren und Generatoren) möglichst in Höhe der Neigeachse montiert werden, um das Trägheitsmoment und damit den Kraftaufwand für den Neigevorgang möglichst gering zu halten; sie werden daher üblicherweise unter dem Fußboden angeordnet. Beides zusammen wird dann zu einem konstruktiven Problem, wenn das Fahrzeug zusätzlich noch in niederfluriger Bauweise ausgeführt werden soll.

### Neigetechnik und Traktionskonzept

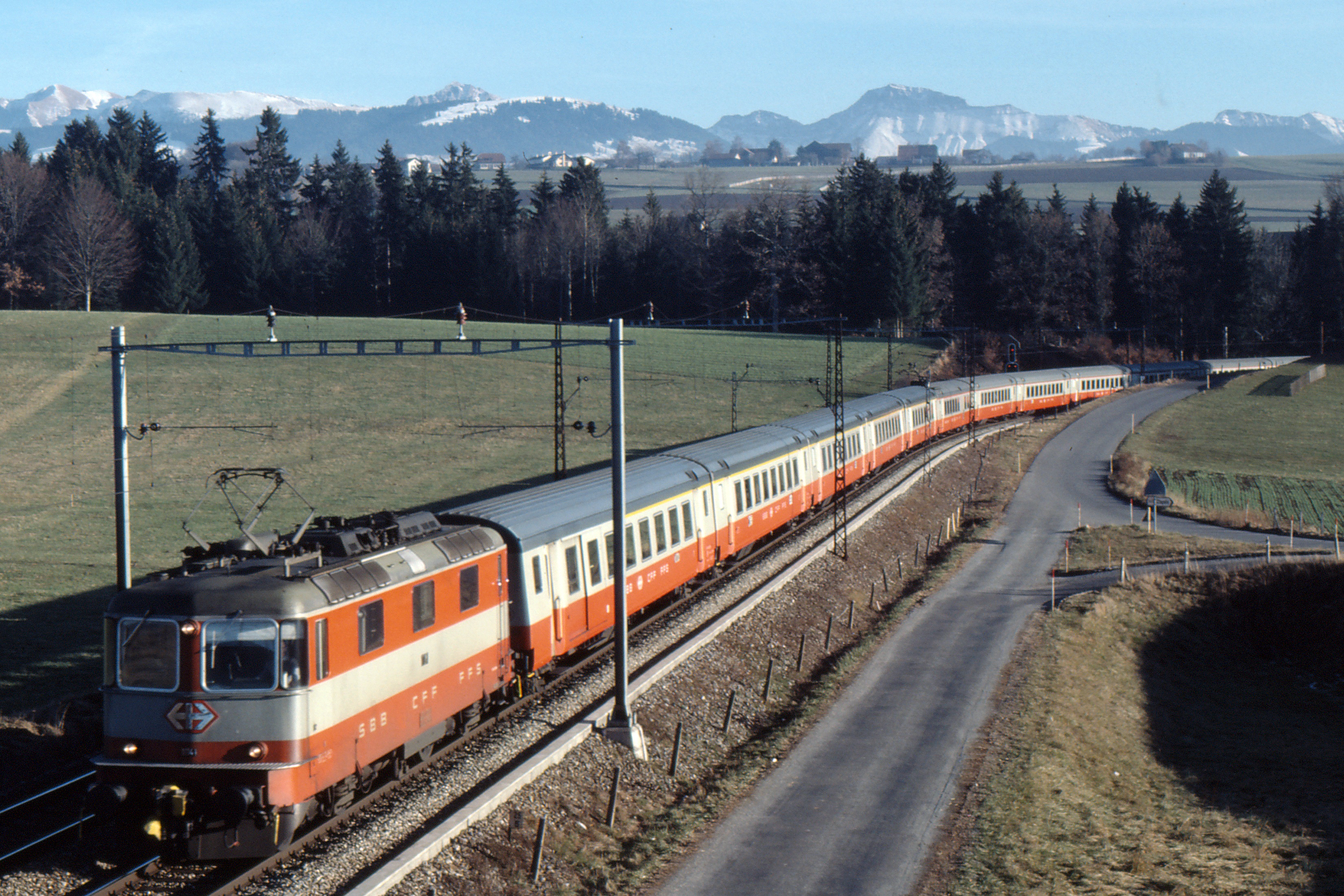
Einheitswagen Typ III der Bauart Swiss Express. Die ursprünglich vorgesehene Ausrüstung dieser Wagenserie mit Neigetechnik wurde später fallengelassen.

Obschon die Neigetechnik prinzipiell – unter Einhaltung der zulässigen Achslasten – auch bei lokbespannten Zügen eingesetzt werden könnte, werden Neigezüge in aller Regel als Triebwagenzüge konzipiert. Wird dabei der Antrieb in Triebköpfen konzentriert, so müssen nur die Zwischenwagen mit Neigetechnik ausgerüstet werden, da das Verfahren ja lediglich den Fahrkomfort für die Reisenden (und nicht etwa auch die Sicherheit der Spurführung) verbessert.
Bei elektrischen Triebzügen mit verteiltem Antrieb dürfen sich die auf dem Dach der einzelnen Triebwagen montierten Stromabnehmer nicht neigen, damit der Kontakt zum Fahrdraht erhalten bleibt. Dies kann durch folgende Möglichkeiten erreicht werden:
- Das Fahrzeug, auf dem der Stromabnehmer montiert ist, neigt sich nicht. Die Lösung wurde beispielsweise im Triebkopf des X2000 realisiert.
- Der Stromabnehmer sitzt auf einem sich nicht neigenden Rahmen, der direkt auf dem Drehgestell aufliegt, wie z. B. beim FS ETR 470
- Der Stromabnehmer sitzt auf einem Hilfsrahmen auf dem Dach des Fahrzeuges und wird von einem eigenen Stellantrieb entgegen der Neigung des Wagenkastens bewegt, wie z. B. beim ICE T und beim SBB RABDe 500.

### Betriebseigenschaften
Fahrten mit Komfortneigung unterscheiden sich betrieblich nur gering von Fahrten mit starren Zügen, sie führen zu einem gesteigerten Aufwand bei Bau und Wartung der komplexeren Züge.
Die Einführung von Neigetechnik zur Beschleunigung des Bahnverkehrs stellt komplexe Anforderungen an die gegenseitige Abstimmung von Infrastruktur und Rollmaterial. In diesem Fall steigt auch der Aufwand auf Seiten der Infrastruktur.
Insbesondere die Signaltechnik muss auf die höheren Geschwindigkeiten ausgelegt werden. In Deutschland kommt zusätzlich zur normalen Zugbeeinflussung (PZB) die Geschwindigkeitsüberwachung Neigetechnik (GNT) zum Einsatz, die die erhöhte Geschwindigkeit freigibt, wenn sie sicher gefahren werden kann. Die Sicherung von Bahnübergängen muss so geändert werden, dass die Schranken auch bei einem schnelleren Zug rechtzeitig geschlossen sind.
Für den Oberbau ist es bei gleicher Geschwindigkeit und Masse gleichgültig, ob der Wagen aufgerichtet oder geneigt durch die Kurven fährt. Allerdings führen erhöhte Kurvengeschwindigkeiten zu höherem Abrieb an Gleis und Radkranz. Um die Neigetechnik mit sanftem Wechsel der Neigung nutzen zu können, müssen Kurven Übergangsbögen enthalten. Plötzliche Wechsel der Krümmung, wie sie vor allem in Weichenbereichen auftreten, dürfen nicht bogenschnell befahren werden.
In Deutschland ist die Neigetechnik nur für bogenschnelles Fahren bis 160 km/h zugelassen. Im Hochgeschwindigkeitsbereich wird nur die Komfortneigung verwendet, neue Schnellfahrstrecken werden nicht für bogenschnelles Fahren ausgelegt. Hingegen kann die Neutrassierung von Altstrecken nach Einsatz der Neigetechnik unterbleiben.
Im europäischen Zugbeeinflussungssystem ETCS sind folgende Zugreihen für Neigezüge vorgesehen:
| Bezeichnung | Zugtyp   | Überhöhungsfehlbetrag |
| ----------- | -------- | --------------------- |
| TILT 1      | Neigezug | 165 mm                |
| TILT 2      | Neigezug | 180 mm                |
| TILT 3      | Neigezug | 210 mm                |
| TILT 4      | Neigezug | 225 mm                |
| TILT 5      | Neigezug | 245 mm                |
| TILT 6      | Neigezug | 275 mm                |
| TILT 7      | Neigezug | 300 mm                |

### Reisezeitverkürzung

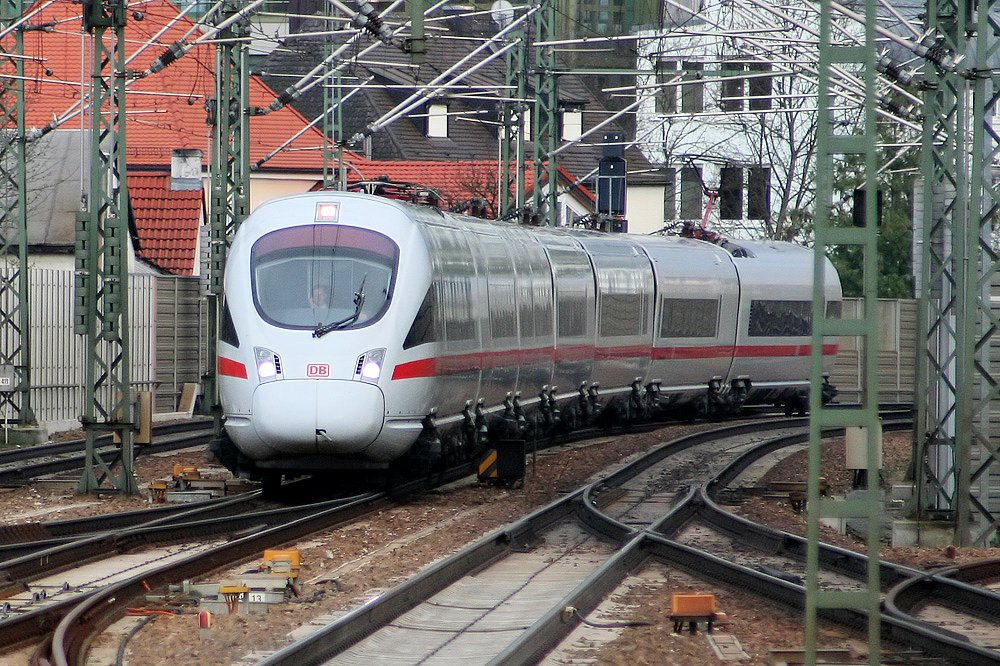
Ein ICE T verlässt einen Gleisbogen. Gut zu erkennen sind die verschiedenen Neigungswinkel der einzelnen Wagenkästen.

Durch den Einsatz einer aktiven Neigetechnik kann mit bis zu 30 % höherer Geschwindigkeit durch Gleisbögen gefahren werden. Dadurch werden auf kurvenreichen Strecken die Reisezeiten verkürzt.
Folgende Tabelle gibt ein Beispiel für die rechnerische Geschwindigkeitserhöhung durch Einsatz der Neigetechnik.
| Bogenhalbmesser | Geschwindigkeit | Geschwindigkeit         | Geschwindigkeit             | Geschwindigkeit            | Geschwindigkeit          |
|                 | konventionell   | Wankkompensation (2,0°) | passive Neigetechnik (2,5°) | aktive Neigetechnik (6,5°) | aktive Neigetechnik (8°) |
| R / Meter       | vzul / (km/h)   | vzul / (km/h)           | vzul / (km/h)               | vzul / (km/h)              | vzul / (km/h)            |
| --------------- | --------------- | ----------------------- | --------------------------- | -------------------------- | ------------------------ |
| 200             | 65              | 70                      | 70                          | 85                         | 90                       |
| 500             | 105             | 115                     | 120                         | 135                        | 140                      |
| 800             | 135             | 145                     | 150                         | 170                        | 180                      |
| 1100            | 160             | 175                     | 175                         | 200                        | 210                      |
| 1400            | 180             | 195                     | 200                         | 225                        | 235                      |
| 1700            | 200             | 215                     | 220                         | 250                        | 260                      |
| 2000            | 215             | 235                     | 240                         | 270                        | 285                      |

{\displaystyle v_{\text{zul}}={\sqrt {{\frac {R}{11{,}8}}\cdot (u_{\text{konv}}+u_{\text{neig}}+u_{\text{fehl}})}}}
mit
{\displaystyle u_{\text{neig}}=\tan({\text{Neigewinkel}})\cdot 1435\,\mathrm {mm} }
{\displaystyle u_{\text{konv}}=150\,\mathrm {mm} }
{\displaystyle u_{\text{fehl}}=130\,\mathrm {mm} }
Konstante: {\displaystyle 11{,}8} in der Einheit {\displaystyle \mathrm {\frac {h^{2}\cdot mm\cdot m}{\mathrm {km^{2}} }} }, ergibt sich aus der gemittelten Schwerebeschleunigung an der Erdoberfläche von 9,81 m/s², einer Stützweite von 1500 mm sowie der Umrechnungszahl 3,6 für die Konvertierung von m/s nach km/h.
Anmerkung: Die Tabellenwerte sind auf ganze 5 km/h abgerundet.

### Nebenwirkungen

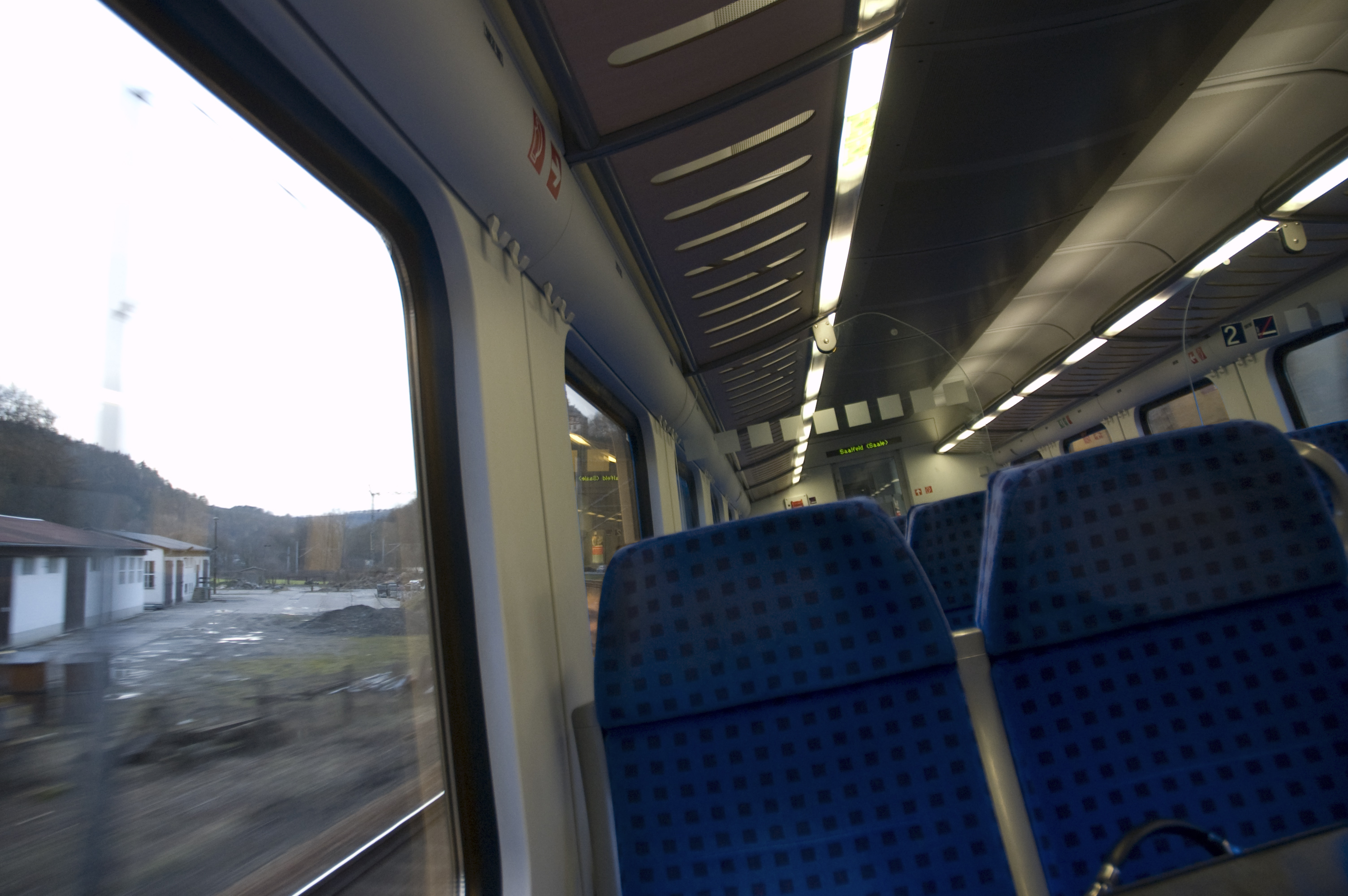
Im Inneren eines geneigten Triebwagens der Baureihe 612

Im Zusammenhang mit der Einführung der Neigetechnik kam es vielfach zu Diskussionen, ob und inwieweit die beim Neigevorgang auf die Fahrgäste wirkenden Hubbewegungen Übelkeit und Reisekrankheit, auch Bewegungskrankheit oder SMS (symptoms of motion sickness) genannt, auslösen können. Die Angaben zur Häufigkeit entsprechender Beobachtungen variieren stark, wobei Inzidenzraten bis 30 Prozent gemeldet werden. Die Ausprägung solcher Nebenwirkungen hängt einerseits stark von der gegenseitigen Abstimmung von Fahrdynamik und Streckeneigenschaften (z. B. Länge der Übergangsbögen, Häufigkeit von Kurven) ab, andererseits auch von der persönlichen Anfälligkeit der Fahrgäste und deren Sitzposition im Fahrzeug. So wurden bei Frauen eine 12 Prozent höhere Inzidenz und dreimal so hohe Symptomhäufung als bei Männern beobachtet. Bei einer Verminderung des Anteils der kompensierten Querbeschleunigung an der gesamten (unausgeglichen) Querbeschleunigung von 70 auf 55 Prozent wurde in einer Studie eine Verminderung der Inzidenz der Reisekrankheit um 25 bis 40 Prozent gezeigt. Bei Frauen wurde eine zwei- bis dreifach höhere Inzidenz als bei Männern beobachtet.
Anfälligen Personen wird empfohlen, in Fahrtrichtung und nicht am Fenster zu sitzen.

### Wirtschaftlichkeit
Die Nutzung von Neigetechnik führt zu höheren Beschaffungs- und Instandhaltungskosten von Fahrzeugen, höheren Anforderungen an die Instandhaltung der Infrastruktur, Kosten für punktuelle Veränderungen an der Infrastruktur (Radien, Überhöhungen, Einschaltstrecken von Bahnübergängen u. a.) sowie die notwendige sicherungstechnische Ausrüstung (z. B. GNT). Die Kosten für notwendige Anpassungen an der Strecke werden von der Deutschen Bahn grob mit unter 100.000 Euro je Streckenkilometer angegeben.
Laut Angaben der Deutschen Bahn von 2007 lässt sich aufgrund der Begrenzung der Achslast von Neigetechnikzügen auf 16 t keine höhere Belastung der Infrastruktur durch Neigetechnikeinsatz feststellen. An zusätzlichen Instandhaltungsaufwendungen fielen Kosten für die jährliche Überprüfung der Balisen sowie durch das frühere Erreichen von Grenzwerten bedingte Kosten an.

#### Vergleich mit nicht ausgebauter Strecke
Die zulässige Geschwindigkeit in Bögen kann durch Neigetechnik, ausgehend von einer konventionellen Geschwindigkeit bis 120 km/h, um bis zu 40 km/h gesteigert werden; unter sehr günstigen Bedingungen können Fahrzeiteinsparungen von bis zu 20 Prozent erreicht werden, in vielen Fällen allerdings nur bis zu etwa 10 Prozent. Fahrzeitgewinne führen (unabhängig davon, wie sie erreicht werden) zu zwei möglichen wirtschaftlichen Vorteilen:
- Die Produktivität steigt, da ein Fahrzeug (einschließlich Besatzung) eine höhere Transportleistung in gegebener Zeit erbringen kann. Benötigt ein Fahrzeug etwa auf einer Linie mit Stundentakt 35 Minuten für eine Strecke, so ist ein zweites Fahrzeug notwendig, um den Stundentakt zu erhalten. Zusätzlich haben beide Fahrzeuge an den Endbahnhöfen 25 Minuten Wendezeit. Wird durch Neigetechnik diese Strecke um 10 Minuten beschleunigt, so kann ein einziges Fahrzeug auf dieser Linie einen Stundentakt gewährleisten und hat dabei lediglich eine Wendezeit von 5 Minuten an den Endbahnhöfen.
- Wenn vor Kurven weniger abgebremst und hinterher wieder beschleunigt werden muss, wird Energie gespart und Verschleiß gemindert.
- Viele Reisende nehmen schnellere Verbindungen als attraktiver wahr, sowohl die Zahl der Kunden als auch deren Zahlungsbereitschaft kann steigen.

Diese Vorteile kommen nur zum Tragen, wenn die Beschleunigung auch wirklich genutzt werden kann und nicht zu längeren Stillstand- und Umsteigezeiten führt. Einsparungen von Fahrzeugen durch kürzere Wendezeiten sind oft problematisch, da Verspätungen teilweise in nachfolgende Fahrten übernommen werden müssen und bei besonders knappen Wendezeiten bis zum Betriebsschluss nicht wieder aufgeholt werden können. Dadurch kann die allgemeine Pünktlichkeit sinken und damit auch die Attraktivität bei den Fahrgästen.
Den Vorteilen stehen außerdem die Investitionskosten für teurere Züge (und ggf. eine besondere Streckenausrüstung) sowie höhere Wartungskosten für Fahrzeuge und (je nach Bauart) den Fahrweg gegenüber.

#### Vergleich mit Neutrassierung
Die Neutrassierung einer Strecke führt in der Regel zu weit höheren Kosten als die Ausrüstung für Neigetechnik. Zudem ist in bebauten Gebieten eine Neutrassierung meist nicht möglich. Der Einsparung an Baukosten stehen generell die höheren Beschaffungs- und Wartungskosten für die Wagen gegenüber. Zudem sind Neutrassierungen einmalige Kosten (die Erfahrung zeigt, dass Bahnstrecken aus dem 19. Jahrhundert noch heute genutzt werden), wohingegen die Anschaffung rollenden Materials wiederkehrende Kosten sind.

#### Vergleich mit Elektrifizierung
Grundsätzlich können Elektrifizierung und Ausbau für Neigetechnik unabhängig voneinander ausgeführt werden. Teilweise limitiert jedoch das Lichtraumprofil derartige Ausbauten. Elektrische Züge haben im Vergleich zu dieselbetriebenen Zügen unter sonst gleichen Bedingungen bessere Beschleunigung, was vor allem auf Strecken mit häufigem Halt (z. B. S-Bahn) von Vorteil ist. Darüber hinaus sinken die Treibstoffkosten zum Teil erheblich. In Deutschland sind elektrische Triebwagen selten für Neigetechnik ausgestattet, aber international gibt es derartige Modelle zum Teil seit Jahren im Einsatz. Problematisch ist vor allem der Stromabnehmer, der für Neigetechnik beweglich sein muss.

### Geschichte
Franz Kruckenberg meldete 1928 ein aktives hydraulisches Neigesystem mit selbsttätiger Regelung zum Patent an. Die passive Neigetechnik wurde in diesem Dokument bereits als Stand der Technik vorausgesetzt.
1941 erschienen drei „Pendulum Coaches“ mit passiver Neigetechnik bei drei US-amerikanischen Bahnen (Santa Fe, Burlington und Great Northern). Der Wagenkasten war etwa auf Höhe Fensterunterkante auf den Drehgestellen gelagert und konnte so in den Kurven ausschwingen, allerdings ohne Dämpfung. Die Wagen liefen bis in die 60er Jahre, planmäßige Einsätze sind bei Burlington in den 50er Jahren fotografisch belegt.
Nach dem Zweiten Weltkrieg wurden unter anderem in Deutschland, Frankreich, Großbritannien, Italien, Schweden und Spanien Versuche mit Neigetechnikfahrzeugen aufgenommen. Ein früher Prototyp wurde in den fünfziger Jahren in Frankreich realisiert.
Fahrzeuge mit aktiver Neigetechnik werden (Stand: 2019) u. a. von Alstom (Pendolino-Familie) und CAF (SIBI-System) angeboten.

#### Italien
Den Durchbruch zu einer funktionsfähigen aktiv-hydraulischen Neigetechnik schaffte Fiat Ferroviaria mit dem Prototyp Y 0160, der 1971 gebaut und bis 1975 getestet wurde. Mit den gewonnenen Erfahrungen baute FIAT 1975 den ETR 401. Erste Serienzüge mit der neuen Technik (ETR 450) wurden trotz hoher Zuverlässigkeit des Versuchsträgers erst 1984 bestellt. Regelmäßig eingesetzt werden sie seit 1988.

#### Großbritannien
Ende der 1960er Jahre begannen die Ingenieure bei der British Rail Research Division mit der Entwicklung des Advanced Passenger Trains, der auch über eine neuartige aktive Neigetechnik verfügte. Zur Übermittlung der zulässigen Höchstgeschwindigkeit bei aktiviertem bogenschnellem Fahren kam das balisengestützte Überwachungssystem C-APT zum Einsatz.
Heute ist die West Coast Main Line mit dem auf Eurobalisen basierenden System TASS ausgerüstet, das bogenschnelles Fahren ermöglicht. Fahrzeugseitig ist das System in der Class 221 und der Class 390 installiert.

#### Spanien
Während bei der aktiven Neigetechnik von der Serienreife bis zum Serieneinsatz viele Jahre vergingen und mit der Baureihe 443 von 1979 bis 1987 zunächst nur ein Zug mit dieser Technologie verkehrte, begann der kommerzielle Einsatz von passiver Neigetechnik 1980 mit den spanischen Talgo-Pendular-Zügen.
Seit 1997 ist auch die aktive Neigetechnik in den Baureihen 594, 598 und 490 wieder im Einsatz.

#### Frankreich
In Frankreich und in der Schweiz wurde die aktive Neigetechnik an Einzelwagen der Baureihen Voiture Grand confort (SNCF) und EW III (SBB) weiterentwickelt. Die Technik wurde in Italien und in Schweden zur Reife gebracht und in den von Fiat erbauten Pendolino-Zügen sowie im schwedischen SJ X2 erstmals kommerziell eingesetzt.

#### Deutschland
Ab 1965 in Deutschland durchgeführte Versuche mit einer aktiven pneumatischen Steuerung auf Basis der Luftfederung scheiterten an noch nicht ausgereifter Regelungstechnik. 1968 wurde ein deutscher Dieseltriebwagen mit Neigetechnik zwischen Ingolstadt und Treuchtlingen erprobt.
In Deutschland bewährten sich die ersten für den kommerziellen Einsatz gebauten Triebwagenbaureihen mit Neigetechnik aus deutscher Entwicklung nicht. Dies waren unter anderem die Dieseltriebzüge der Baureihe 634 und Baureihe 614. Die Fahrzeuge waren mit der damals neuen Luftfederung ausgerüstet. Die Neigung in den Bögen erfolgte durch Umverteilen der Luft zwischen den Federn der linken und rechten Fahrzeugseite. Die Lösung war nicht hinreichend standfest, so dass die Deutsche Bundesbahn und die deutsche Bahntechnikindustrie über Jahre kein Interesse mehr an der Neigetechnik zeigten. Der in der gleichen Zeit entwickelte Schnelltriebwagen der Baureihe 403 erhielt versuchsweise ebenfalls eine gleisbogenabhängige Neigetechnik. Der Wagenkasten konnte in Kurven um bis zu vier Grad geneigt werden; aufgrund fest am Dach montierter Stromabnehmer war nur eine Neigung von maximal zwei Grad praktikabel. Da zudem die Wankachse zu niedrig lag, litt jedoch der Fahrkomfort erheblich, weshalb die Neigetechnik im Regelbetrieb vollständig deaktiviert wurde.
Erst nach dem Erfolg der Pendolino-Züge in Italien und der X2000 in Schweden erwachte in Deutschland das Interesse an dieser Technik wieder. In den Jahren 1987 und 1988 war ein italienischer Pendolino (Baureihe ETR 401) zweimal im deutschen Streckennetz zu Probefahrten unterwegs. Zwischen dem 13. und 31. Juli 1987 verkehrte der Zug auf der Moselstrecke Koblenz–Trier–Dillingen sowie zwischen Ingolstadt und Treuchtlingen. 1988 erfolgte unter anderem am 11. April eine Testfahrt mit Bundesverkehrsminister Jürgen Warnke und Bayerns Verkehrsminister Anton Jaumann. 1989 folgten mehrere Mess- und Demonstrationsfahrten mit dem spanischen Talgo Pendular.

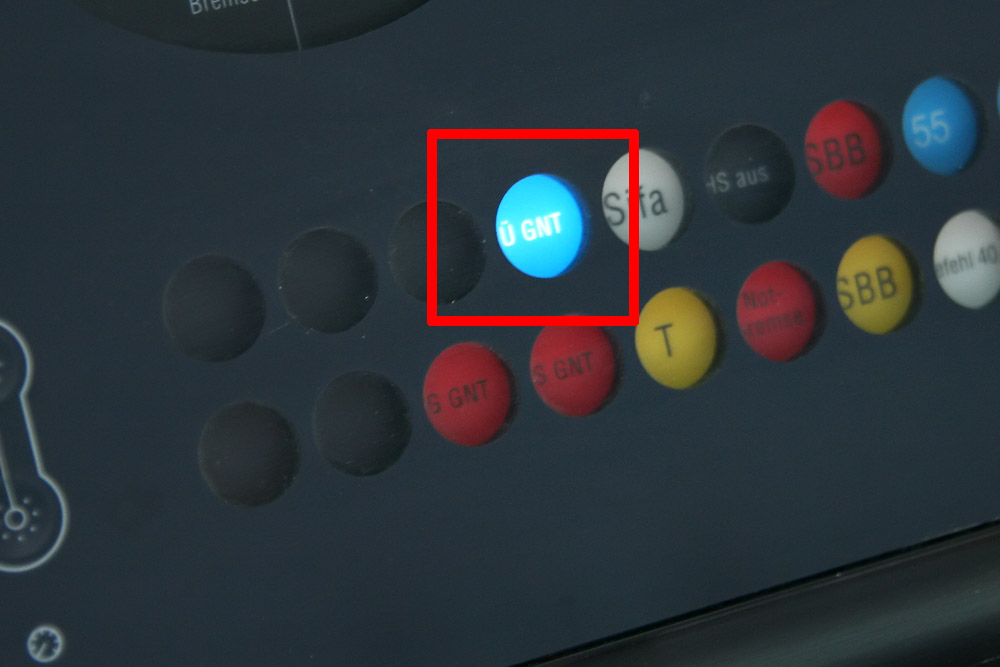
Leuchtmelder auf der Modularen Führerraumanzeige im ICE T bei Fahrten unter dem Zugsicherungssystem GNT für bogenschnelle Fahrten

Ende 1989 erfolgte eine Präsentationsfahrt des italienischen Pendolino-Prototyps von Kaiserslautern über Neustadt nach Wörth. In der Folge wurde zwischen Bundesbahn und Land über die Finanzierung von bis zu 25 Fahrzeugen für den Einsatz im Saarland ab 1991 gesprochen.
Erste Überlegungen, Neigetechnik im deutschen Fernverkehr einzusetzen, stellte die damalige Bundesbahn ab 1988 an. Der erste deutsche Neitech-Zug Baureihe 610 verkehrte 1992 zwischen Nürnberg und Hof.
Nach dem Erfolg der Baureihe 610 wurden zwischen 1997 und 2003 über zweihundert Züge der Baureihen 611 und 612 beschafft, welche im schnellen Regionalverkehr in Baden-Württemberg, Bayern, Niedersachsen (Harzregion), Rheinland-Pfalz, Sachsen, Sachsen-Anhalt (Harzregion) und Thüringen zum Einsatz kamen. Diese Diesel-Triebzüge wurden jedoch in den 2010er Jahren aufgrund von Elektrifizierungsprogrammen (Beispiel Dresden–Hof) und Neuausschreibungen (Beispiel Halle–Goslar–Hannover) von etlichen Einsatzstrecken verdrängt. Die Neigetechnik erwies sich zudem insbesondere im Winter durch Vereisung als störanfällig und die Fahrzeuge waren aufgrund der Wagenkastenneigung nicht barrierefrei. In den Jahren 2018 sowie 2019 wurden alle Fahrzeuge der Baureihe 611 ausgemustert und die Fahrzeuge der Baureihe 612 nur noch auf einigen kurvenreichen Gebirgsstrecken im Allgäu sowie zwischen Nürnberg und Hof und auf nicht elektrifizierten Hauptstrecken in Thüringen eingesetzt. In Niedersachsen, Sachsen-Anhalt, Sachsen und Rheinland-Pfalz wurde der Betrieb komplett eingestellt und die übrig gebliebenen Fahrzeuge teils dem Stillstandsmanagement übergeben, teils für den Einsatz in Baden-Württemberg einem Redesign unterzogen.
Im Fernverkehr wurden erstmals im Jahr 1999 ICE-Züge mit aktiver Neigetechnik zwischen Stuttgart und Singen, später zwischen Stuttgart und Zürich eingesetzt. Weitere Einsatzgebiete der bis 2005 insgesamt 70 beschafften elektrischen Triebzüge waren München–Nürnberg–Jena–Leipzig–Berlin, Wiesbaden–Frankfurt–Leipzig–Dresden sowie Dortmund–Frankfurt–Nürnberg–Passau–Wien. Bis ins Jahr 2008 liefen die Züge weitgehend zuverlässig. Im Oktober 2008 wurde bei einem Triebzug der zweiten Serie ein Riss an einem Radsatz entdeckt, was zur vorübergehenden Stilllegung der gesamten Fahrzeugflotte führte. Bis zur Neuentwicklung neuer Achsen durfte die aktive Neigetechnik im bogenschnellen Betrieb, aufgrund der erhöhten Belastung der Achsen, nicht mehr eingesetzt werden. Erst im Jahr 2018, 10 Jahre nach der Stilllegung, wurde die Neigetechnik auf der Strecke Nürnberg–Passau zur Fahrzeitverkürzung wieder freigegeben.
Laut Angaben der Bundesregierung von 2019 sollen im Fernverkehr in Deutschland zukünftig keine Fahrzeuge mit Neigetechnik mehr beschafft werden, da die Technologie nicht zukunftsfähig und die Zahl der entsprechenden Fahrzeughersteller rückläufig sei. Die Bayerische Eisenbahngesellschaft (BEG) beabsichtigt dagegen, langfristig neue Neigetechnik-Triebzüge einzusetzen. Derartige Züge, die batterieelektrisch oder mit Oberleitung betrieben werden, sollten ab Ende 2029 eingesetzt werden. Eine entsprechende Ausschreibung in zwei Losen wurde im April 2023 angekündigt. Die dreiteiligen und etwa 70 m langen Züge sollen zunächst zwölf Jahre in Deutschland und Tschechien eingesetzt werden. Anfang 2024 legte die BEG bislang geplante zwei Lose zu einem Los zusammen. Die Ausschreibung wurde im Juli 2024 veröffentlicht, der Zuschlag soll Mitte 2025 erteilt und der Betrieb mit Neufahrzeugen dann schrittweise in den 2030er Jahren aufgenommen werden. Zunächst sind noch Gebrauchtfahrzeuge zugelassen. Die neuen Züge sollen sowohl mit GNT (ZUB 262) als auch mit ETCS im bogenschnellen Betrieb eingesetzt werden können.

#### Schweiz
Bereits in den 1970er Jahren wurde eine Neigetechnik in Einheitswagen III erprobt, jedoch nicht in die Serie eingebaut.
Vier verschiedene Zugtypen sind bzw. waren in der Schweiz planmäßig mit Neigetechnik unterwegs.
Die ersten planmäßig eingesetzten Neigetechnikzüge waren die ETR 470, die von Mailand aus über den Lötschberg oder Gotthard in die Schweiz kamen. Diese fuhren teilweise bis nach Stuttgart. Sie fuhren von 1996 bis Ende 2009 im Auftrag von Cisalpino, danach bis 2014 im Auftrag der FS und SBB.
Seit dem Jahre 1999 verfügen die SBB mit dem InterCity-Neigezug (ICN) über eigene Neigezüge, wobei bislang 44 Zuggarnituren der Gattung SBB RABDe 500 mit jeweils 477 Sitzplätzen in Verkehr gesetzt wurden. Beim RABDe 500 handelt es sich um einen elektrischen Triebzug mit aktiver gleisbogengesteuerter Neigetechnik, der im Personenfernverkehr auf den folgenden Strecken eingesetzt wird:
- St. Gallen – Zürich HB – Biel/Bienne – Lausanne/Genève
- Basel SBB – Delsberg – Biel/Bienne – Neuenburg – Lausanne/Genève
- Basel SBB/Zürich HB – Luzern – Bellinzona – Lugano – Chiasso
- Basel SBB/Zürich HB – Sargans – Chur

Zwischen Stuttgart und Zürich verkehrte von 2001 bis 2008 der ICE T der DB AG mit Neigetechnik.
Seit 2009 wird mit dem ETR 610 ein weiterer Zug mit Neigetechnik in der Schweiz eingesetzt.
Die Nutzung von Doppelstocktriebwagen Bombardier Twindexx Swiss Express mit Wankkompensation zur Fahrzeitbeschleunigung war geplant, wurde jedoch wegen der damit verbundenen Komforteinbußen im Sommer 2022 aufgegeben. Die Fahrzeuge verkehren seither immer noch mit der fest verbauten Wankkompensation, fahren jedoch gleich schnell wie Fahrzeuge ohne Neigetechnik. Der Ausbau der Wankkompensation ist seit 2024 in Planung.

#### Österreich
Mit der Baureihe 4011 (ICE T) besaßen die ÖBB von Ende 2006 bis 2020 drei Fahrzeuge mit Neigetechnik. Jedoch fuhren diese, ebenso wie die baugleichen Fahrzeuge der Baureihe 411 der Deutschen Bahn sowie die Pendolinos der Baureihe 680 der tschechischen Bahnen, in Österreich ohne aktive Neigetechnik. Es ist geplant, die kurvenreiche Strecke Passau–Wels für Neigetechnik zu ertüchtigen und danach die Fahrzeit zwischen Frankfurt und Wien entsprechend zu senken.

#### Japan

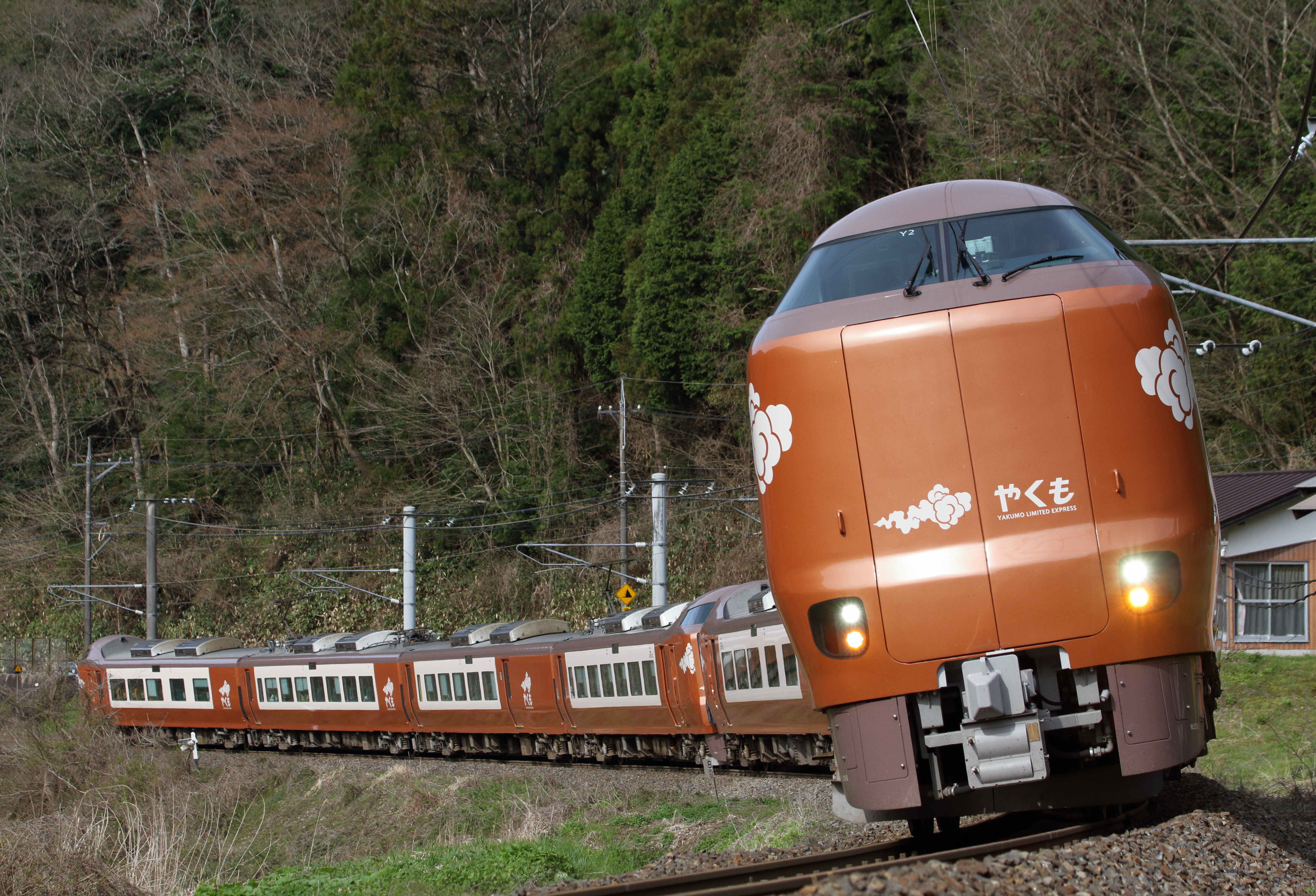
Japanischer Neigetechnikzug der Serie 273

Die erste Serie japanischer Neigetechnikzüge (381 series) verkehrte 1973 bis 2024 auf Strecken der JR Central und JR West, sie wurde bei JR Central von der 383 series und bei der JR West von der 273 series abgelöst.
Der Shinkansen-Prototyp Alfa-X, der ab 2019 einem dreijährigen Testprogramm unterzogen wird, soll eine aktive Wagenkastenneigung von bis zu zwei Grad erhalten.

#### Indien
Die Indian Railways kündigten im November 2022 an, bis 2026 100 neue Einheiten Neigetechnikzüge in indischer Breitspur in Betrieb zu nehmen.

### Übersicht von Eisenbahn-Fahrzeugen mit Neigetechnik
| Bezeichnung                                       | Jahr der Inbetriebnahme | Einsatzbereich Eisenbahnunternehmen                                                     | Hersteller                                                  | Höchstgeschwindigkeit und maximaler Neigungswinkel Bemerkung                                           | Bild |
| ------------------------------------------------- | ----------------------- | --------------------------------------------------------------------------------------- | ----------------------------------------------------------- | --- | ---- |
| DB-Baureihe VT 24                                 | 1968                    | Deutschland Deutsche Bundesbahn                                                         | Waggonfabrik Uerdingen                                      | 140 km/h 4° (gleisbogenabhängige Luftfedersteuerung)                                                   |      |
| FIAT Y 0160                                       | 1971                    | Italien Ferrovie dello Stato Italiane                                                   | Fiat Ferroviaria                                            | 250 km/h 9° (aktive Neigetechnik)                                                                      |      |
| DB-Baureihe 614                                   | 1971                    | Deutschland Deutsche Bundesbahn                                                         | Waggonfabrik Uerdingen                                      | 140 km/h 4,2° (gleisbogenabhängige Wagenkastensteuerung) Nur der Prototyp 614 001 für Versuchsbetrieb. |      |
| APT-E („Advanced Passenger Train“)                | 1975                    | Großbritannien British Rail                                                             | British Rail Engineering                                    | 240 km/h 9° (aktive Neigetechnik)                                                                      |      |
| FS ETR.401 („Pendolino“)                          | 1976                    | Italien Ferrovie dello Stato Italiane                                                   | Fiat Ferroviaria                                            | 250 km/h 10° (aktive Neigetechnik)                                                                     |      |
| Britische Klasse 370 („Advanced Passenger Train“) | 1981                    | Großbritannien British Rail                                                             | British Rail Engineering                                    | 240 km/h 9° (aktive Neigetechnik)                                                                      |      |
| FS ETR 450 („Pendolino“)                          | 1988                    | Italien Ferrovie dello Stato Italiane                                                   | Fiat Ferroviaria                                            | 250 km/h 8° (aktive Neigetechnik)                                                                      |      |
| SJ X2 („X2000“)                                   | 1990                    | Schweden, Norwegen, Dänemark Statens Järnvägar                                          | ABB, Kalmar Verkstad                                        | 210 km/h 6,5° (aktive Neigetechnik)                                                                    |      |
| DB-Baureihe 610                                   | 1992                    | Deutschland Deutsche Bundesbahn                                                         | ABB, AEG, DUEWAG, MAN, MBB, Siemens und FIAT (Neigetechnik) | 160 km/h 8° (aktive Neigetechnik)                                                                      |      |
| FS ETR 460/FS ETR 463 („Pendolino“)               | 1995                    | Italien, Frankreich Ferrovie dello Stato Italiane                                       | Fiat Ferroviaria                                            | 250 km/h 8° (aktive Neigetechnik)                                                                      |      |
| VR Sm3                                            | 1995                    | Finnland VR-Yhtymä                                                                      | Fiat Ferroviaria                                            | 220 km/h 8° (aktive Neigetechnik)                                                                      |      |
| DB-Baureihe 611                                   | 1996                    | Deutschland Deutsche Bahn AG                                                            | Adtranz                                                     | 160 km/h 8° (aktive Neigetechnik)                                                                      |      |
| FS ETR 470                                        | 1996                    | Italien, Schweiz, Deutschland, Österreich, Griechenland Cisalpino AG, Hellenic Train    | Fiat Ferroviaria                                            | 200 km/h 8° (aktive Neigetechnik)                                                                      |      |
| FS ETR 480 („Pendolino“)                          | 1997                    | Italien Ferrovie dello Stato Italiane                                                   | Fiat Ferroviaria                                            | 250 km/h 8° (aktive Neigetechnik)                                                                      |      |
| DB-Baureihe 612 („RegioSwinger“)                  | 1998                    | Deutschland, Tschechien Deutsche Bahn AG                                                | Adtranz, Bombardier                                         | 160 km/h 8° (aktive Neigetechnik)                                                                      |      |
| RENFE-Baureihe 102 („Talgo Pendular“)             | 1998                    | Spanien Renfe                                                                           | Talgo                                                       | 330 km/h 2,5° (passive Neigetechnik)                                                                   |      |
| RENFE-Baureihe 490 („Alaris“)                     | 1998                    | Spanien Renfe                                                                           | Alstom, Fiat Ferroviaria                                    | 220 km/h 8° (aktive Neigetechnik)                                                                      |      |
| CP-Baureihe 4000 („Alfa Pendular“)                | 1999                    | Portugal Comboios de Portugal                                                           | Adtranz, Siemens und FIAT (Neigetechnik)                    | 220 km/h 8° (aktive Neigetechnik)                                                                      |      |
| DB-Baureihe 411/DB-Baureihe 415 („ICE-T“)         | 1999                    | Deutschland, Schweiz, Österreich Deutsche Bahn AG                                       | Alstom, Bombardier, Siemens und FIAT (Neigetechnik)         | 230 km/h 8° (aktive Neigetechnik)                                                                      |      |
| NSB Type 73 („Krengetog“)                         | 1999                    | Norwegen Norges Statsbaner                                                              | Strømmens Værksted                                          | 210 km/h 8° (aktive Neigetechnik)                                                                      |      |
| SBB RABDe 500 („ICN“)                             | 1999                    | Schweiz Schweizerische Bundesbahnen                                                     | Adtranz, FIAT-SIG und SWG                                   | 200 km/h 8° (aktive Neigetechnik)                                                                      |      |
| SŽ-Baureihe 310                                   | 2000                    | Slowenien Slovenske železnice                                                           | FIAT                                                        | 200 km/h 8° (aktive Neigetechnik)                                                                      |      |
| DB-Baureihe 605 („ICE-TD“)                        | 2001                    | Deutschland, Dänemark, Schweiz Deutsche Bahn AG                                         | Bombardier, Siemens                                         | 200 km/h 8° (aktive Neigetechnik)                                                                      |      |
| ČD-Baureihe 680                                   | 2003                    | Tschechien České dráhy                                                                  | Alstom                                                      | 230 km/h 8° (aktive Neigetechnik)                                                                      |      |
| Britische Klasse 390                              | 2004                    | Großbritannien Virgin Trains                                                            | Alstom                                                      | 225 km/h 8° (aktive Neigetechnik)                                                                      |      |
| HŽ 7123 („InterCity Nagibni“)                     | 2005                    | Kroatien Hrvatske željeznice                                                            | Adtranz, Bombardier                                         | 160 km/h 8° (aktive Neigetechnik)                                                                      |      |
| FS ETR 600 („Pendolino“)                          | 2007                    | Italien Ferrovie dello Stato Italiane                                                   | Alstom                                                      | 250 km/h 8° (aktive Neigetechnik)                                                                      |      |
| Alstom ETR 610/SBB RABe 503 („Astoro“)            | 2007                    | Italien, Schweiz, Deutschland, Österreich FS, SBB                                       | Alstom                                                      | 250 km/h 8° (aktive Neigetechnik)                                                                      |      |
| Shinkansen-Baureihe E6                            | 2010                    | Japan East Japan Railway Company                                                        | Kawasaki Heavy Industries, Hitachi                          | 320 km/h 1,5° (passive Neigetechnik)                                                                   |      |
| Shinkansen-Baureihe N700                          | 2010                    | Japan Central Japan Railway Company, West Japan Railway Company, Kyushu Railway Company | Kawasaki Heavy Industries, Hitachi                          | 300 km/h 1° (passive Neigetechnik)                                                                     |      |
| RENFE-Baureihe 730 („Talgo Pendular“)             | 2012                    | Spanien Renfe                                                                           | Talgo, Bombardier                                           | 250 km/h 2,5° (passive Neigetechnik)                                                                   |      |
| FS ATR.365                                        | 2013                    | Sardinien                                                                               | CAF                                                         | 160 km/h 6° (aktive Neigetechnik)                                                                      |      |
| SBB RABe 502 („TWINDEXX Swiss Express“)           | 2017                    | Schweiz Schweizerische Bundesbahnen                                                     | Bombardier                                                  | 200 km/h 2° (Wankkompensation)                                                                         |      |
| Avelia Liberty                                    | 2022                    | USA Amtrak                                                                              | Alstom                                                      | 300 km/h (160 mph / 257 km/h im regulären Betrieb)                                                     |      |

- Zahlreiche Kapspur-Triebzüge der Japanischen Eisenbahnen

## Anwendungen bei Nicht-Schienenfahrzeugen

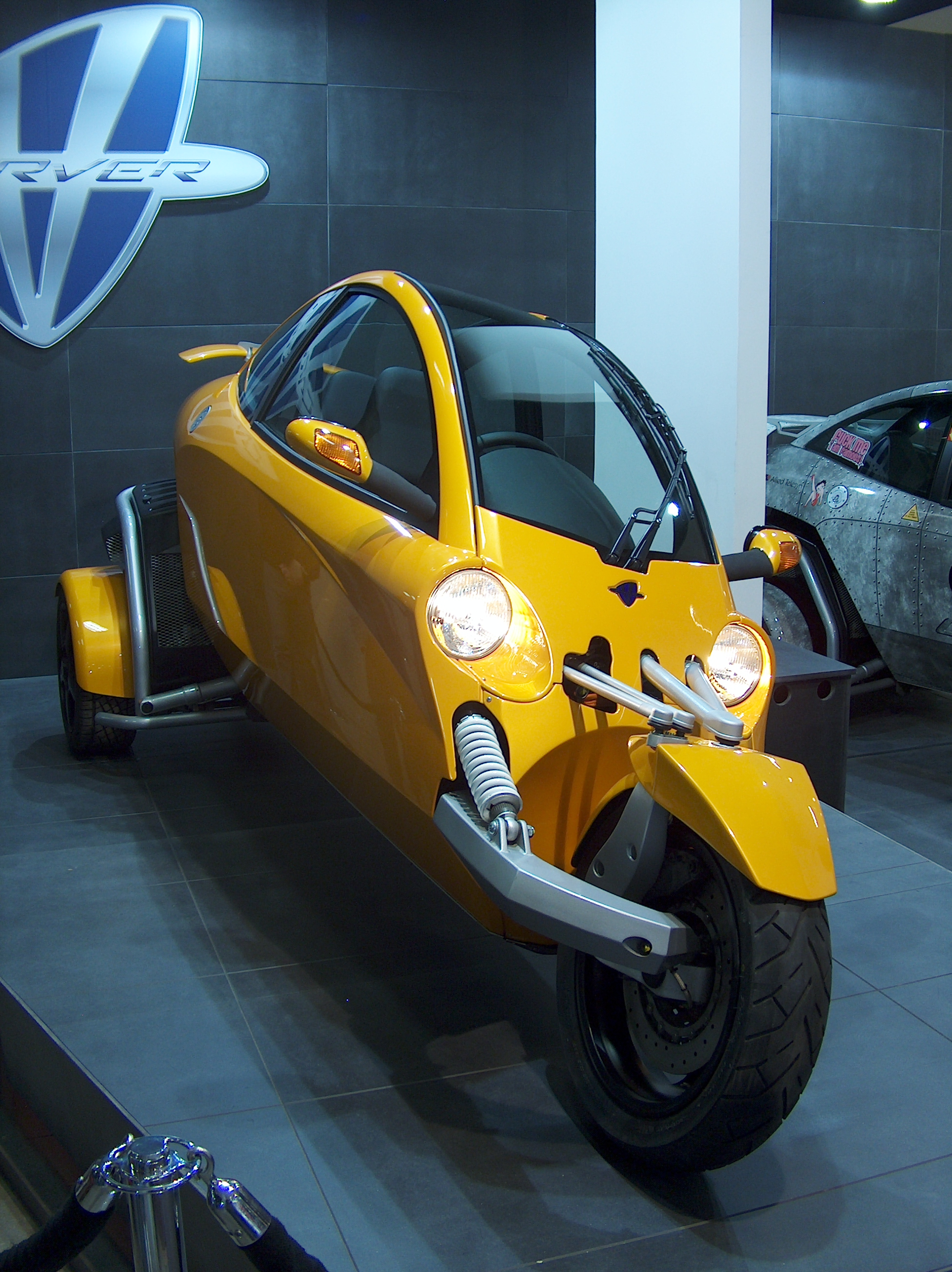
Carver One – ein Straßenfahrzeug mit Neigetechnik, 2006

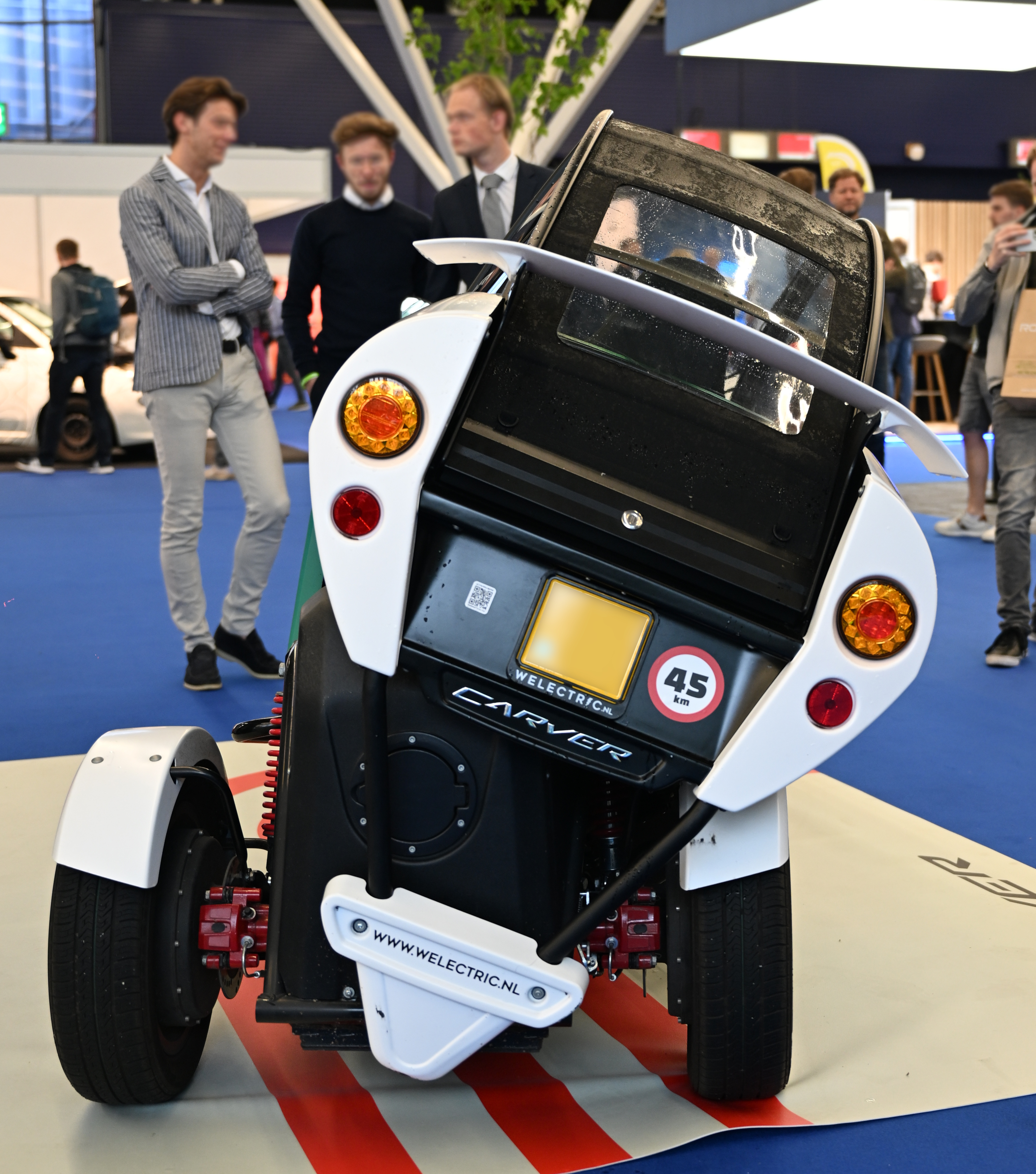
Carver Elektrodreirad mit Neigetechnik, 2022

Auch bei Straßenfahrzeugen wurde schon die Neigetechnik angewandt. So verfügt der Kabinenroller Carver über eine entsprechende Fähigkeit. Der Automobilhersteller Mercedes-Benz stellte 1997 das dreirädrige Versuchsfahrzeug F 300 Life-Jet vor, welches aktive Neigetechnik anwendete. 1998 stellte Mercedes mit dem F 400 Carving Concept ein vierrädriges Auto vor, dessen Radsturz sich kurvenabhängig verändert. Im Oktober 2001 folgte die Studie F 400.
2009 präsentierte Nissan auf der Tokyo Motor Show die Studie eines Stadtautos mit Neigetechnik.
Audi stellte 2011 im Rahmen seines Forschungsprojekts „Autonomes Fahren“ einen umgebauten Audi-A5-Prototyp vor. Dieser erfasst Kurven mittels einer Kamera und neigt daraufhin entsprechend das Fahrzeug, um die Fliehkraft auszugleichen. So soll Reisekrankheit vermieden werden.
Das 2014 erschienene S-Klasse-Coupé von Mercedes-Benz hat – erstmals serienmäßig in einem Auto – ein Fahrwerk mit Neigetechnik.
Fahrzeuge mit verstellbaren Stoßdämpfern, sogenannte Lowrider, könnten theoretisch ebenso so umgebaut werden, dass sie Neigetechnik nutzen können.
Neben diesen motorisierten Fahrzeugen existieren verschiedene Modelle von muskelbetriebenen Liegedreirädern, die einen vom Fahrer verstellbaren Radsturz haben.

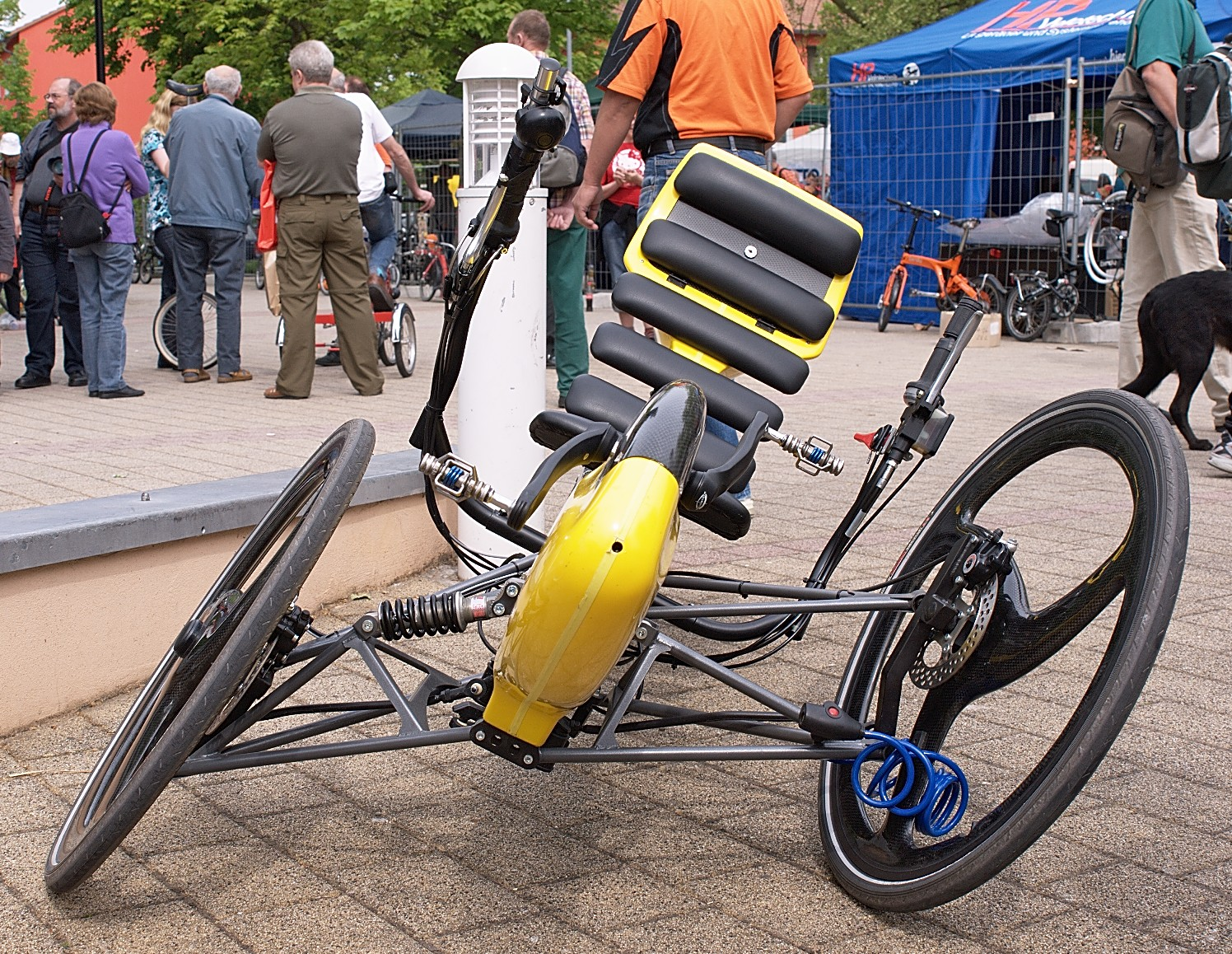
Kurvenneiger Tripendo (Liegedreirad)

2012 wurde von einem Berliner Ingenieurbüro mit dem Veleon ein neues neigefähiges (Lasten-)Dreirad präsentiert. Die Neigetechnik funktioniert mit einer Doppelquerlenkerachse, welche in einem zentralen Vorbau eingebunden ist. Die beiden Vorderräder sind mit Achsschenkeln an den Querlenkerpaaren angebunden. Eine Neigebegrenzung begrenzt den möglichen Neigungswinkel auf 30°. Damit die Lenkwinkel der Vorderräder auch bei voller Neigung korrekt zueinander stehen können, wurde statt eines üblichen Lenkgestänges eine Seillenkung entwickelt. Der Neigewinkel wird durch die Gewichtsverlagerung des Fahrers bestimmt. Dadurch ähnelt das Fahrverhalten des Veleon sehr stark dem von normalen Fahrrädern.
An den Laufrädern einspuriger Zweiräder tritt am Radaufstandspunkt eine Belastung weitgehend in Richtung des Radradius auf – etwa innerhalb des Winkels der abgehenden Speichen. Kurvenbeschleunigungskräfte werden durch Neigen erzeugt. Nur ab seitlichem Wegrutschen des geneigten Rads und dem Wieder-Fangen, also dem Wieder-Erreichen der seitlichen Haftung treten große Querkräfte auf, die von der Fahrbahn in Laufradachsenrichtung auf Reifen und Felge wirken. Beim mehrspurigen Rad, etwa dreirädrigem Einkaufs- oder Lastenrad, dem Sociable oder Dicyclet, verhält es sich anders: Kurvenkräfte wirken auf Räder am Aufstandspunkt genau quer, also parallel zur Radachse. Erst durch aufwendige Neigetechnik kann diese die Speichen und Felgen sehr belastende Kraft reduziert werden. Gleiches gilt für den aufrecht sitzenden Fahrer, der sich nur mit einem Teil des Oberkörpers „in die Kurve legen“ kann und auf einem waagrechten Sattel von der Fliehkraft nach außen gezogen wird. Mit einem etwas artistischen Trick lässt sich ein vorne gelenktes und vorne zweispuriges Dreirad in der Kurve aufstellen, also als Gesamtfahrzeug in die Kurve neigen; dazu wird mit einem kräftigen Schlenkerer nach rechts gelenkt, dann mit einem Schubser (Impuls) an Lenker (und Sattel) das Rad oben nach links gedrückt und so das Rad so weit zum Kippen nach links gebracht, dass der Gesamtschwerpunkt über der Linie linkes Vorderrad–Hinterrad liegt. In dieser Lage lassen sich auf diesen zwei Laufrädern auch schnellere Linkskurven fahren; der Fahrer erfährt durch den geneigten Sattel und die besser passende Ausrichtung der Achse Sattel-Pedale einen Komfortgewinn (nur) in dieser Kurvenrichtung, auch die Räder erfahren (radbezogen) weniger Querkräfte. Dafür treten bei Geradeausfahrt hohe Querkräfte auf, weshalb man dabei gerne wieder das Fahrzeug in die Waagrechte kippt.